# Harry Farnham Germaine Letson
Harry Farnham Germaine Letson, kanadski general, * 1896, † 1992.